# Центр (сектор Кишинёва)

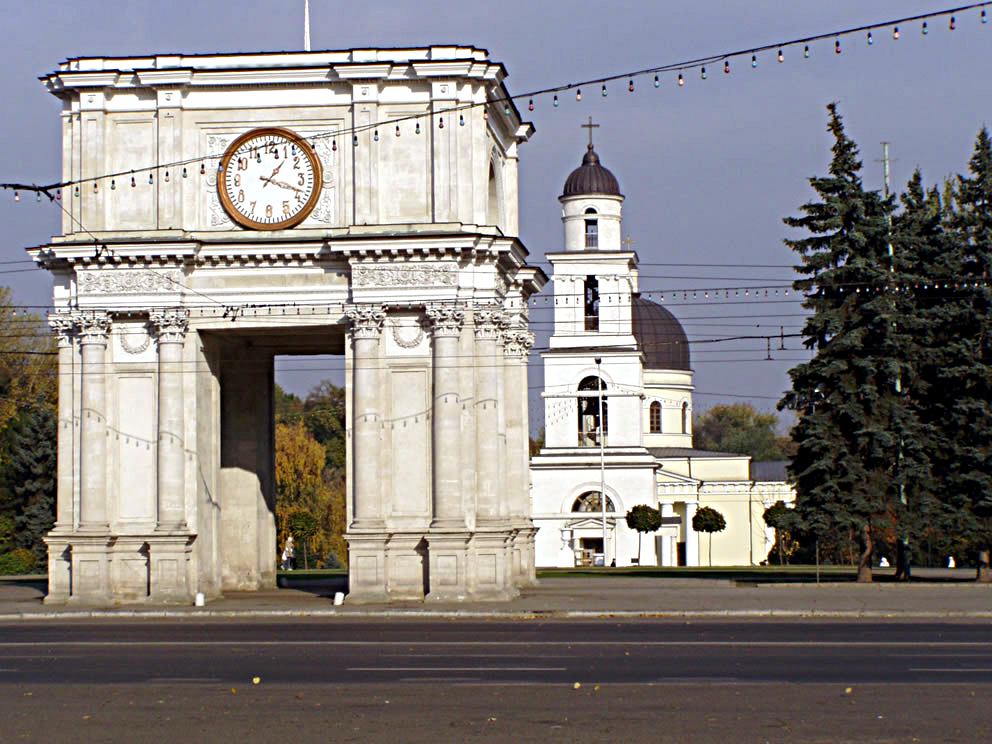
Центр Кишинёва

Центр (рум. Sectorul Centru) — сектор в центральной части столицы Молдавии — Кишинёва.

## История
На протяжении XV—XVII вв. этими землями последовательно владели: Влайку — пыркэлаб (администратор) Хотинского и Оргеевского уездов (1466), Дрэгуш (1576), Ходор, Крецу и Рошка (1608—1616), Кирицэ Думитраки (1640). Отдельные части входили во владения монастырей Молдовица, Галата, Сфынта Винерь. Впоследствии весь Кишинёв перешёл в монастырскую собственность. В документах начала XIX века упоминаются старинные названия здешних мест: Друмул Кэприеней, Дялул Тыргулуй, Галбена, Шляхул Тигиней, Шляхул Ренилор. После присоединения Бессарабии к России Кишинёв выходит из монастырских владений и приобретает статус города (1818). После этого на месте сельскохозяйственных угодий и пастбищ появляются городские кварталы будущего сектора Чентру. Тогда были зарезервированы участки земли для городского парка, сквера Кафедрального собора, центрального рынка. Согласно акту от 25 апреля 1813 года, монастырь Галата выделил Кишинёву участок для возведения Митрополии и Духовной семинарии. В городском парке, сооружённом в 1818 году были открыты первые увеселительные заведения — казино и «Зелёный трактир» («Hanul verde»). В 1836 году закончилось строительство Кафедрального собора.
Помещики Бартоломеу, Харламбие, Минко возводят первые большие особняки на улицах Золотая (позже — Хараламбие, Стефана Великого, сейчас — Александру чел Бун), Каушанская (позже — Николаевская, Фрунзе, сейчас — Колумна) и другие. После 1834 года строительство центра Кишинёва осуществлялось по плану, утверждённому царской администрацией. В 1860-70-х гг. мостятся главные улицы города, на некоторых из них появляется керосиновое освещение. Была построена водонапорная башня, введён в эксплуатацию первый водопровод. К концу XIX века появляется конка, заменённая в 1913 году трамваем на электрической тяге. В 1928 году на месте разрушенного в 1918 году памятника российскому императору Александру II по проекту скульптора А. М. Плэмэдялэ у главного входа в городской парк установлен памятник Штефану чел Маре.
В 1951 году заложен парк вокруг искусственно вырытого Комсомольского озера (ныне Валя Морилор). В 1957 году состоялось торжественное открытие Аллеи Классиков молдавской литературы. Были открыты: Национальный Дворец — в 1974 году, Органный Зал — 15 сентября 1978, новое здание Театра Оперы и Балета — в 1980 году.

## Состав
Площадь сектора составляет около 4 тысяч га. Он охватывает микрорайоны Валя-Дическу, Малая Малина, Мелестиу,Телецентр, Скиноаса, Фрумоаса, Хруска. 
Главные улицы:
- Штефан чел Маре (быв. Ленина)
- Александр Пушкин
- Константин Негруцци
- митрополит Дософтей
- Варлаам
- Колумна
- Букурешть
- Михай Когэлничану
- Алексей Матеевич
- Влайку-Пыркэлаб
- Михай Эминеску
- Василе Александри
- Тигина
- Измаил

## Администрация

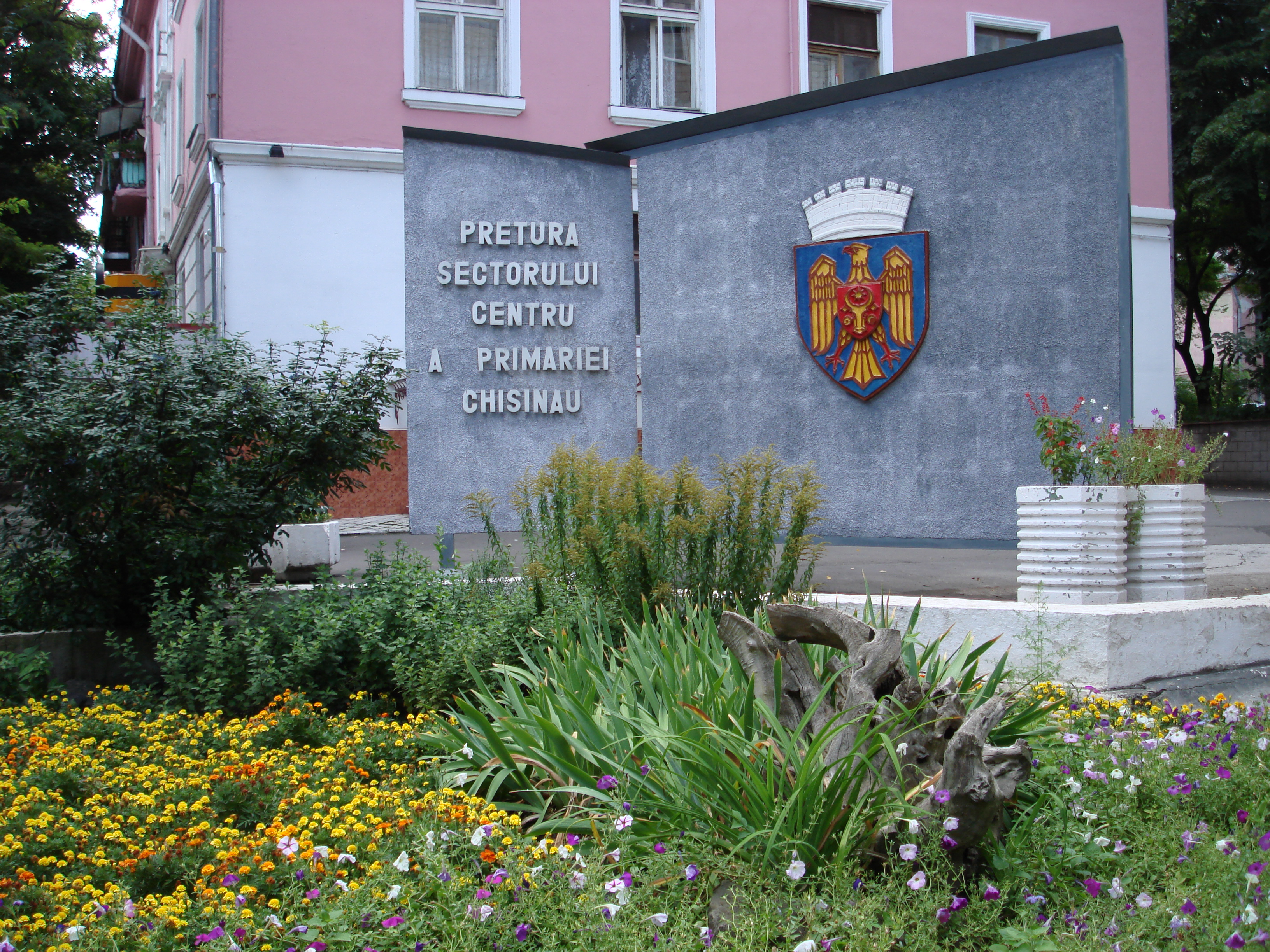

В состав сектора Чентру входит также город Кодру.